# Кирхшлаг-ин-дер-Буклиген-Вельт
Кирхшлаг-ин-дер-Буклиген-Вельт (нем. Kirchschlag in der Buckligen Welt) — город в Австрии, в федеральной земле Нижняя Австрия.
Входит в состав округа Винер-Нойштадт. Население составляет 2876 человек (на 31 декабря 2005 года). Занимает площадь 57,96 км². Официальный код — 3 23 14.

## Политическая ситуация
Бургомистр коммуны — Франц Пихлер-Хольцер (АНП) по результатам выборов 2005 года.
Совет представителей коммуны (нем. Gemeinderat) состоит из 21 места.
- АНП занимает 16 мест.
- СДПА занимает 5 мест.